# 皇道
皇道（こうどう、英: Imperial Way）とは、天皇が親政を行う日本の政治体制。

## 皇道と冠する術語
- 皇道派 - 大日本帝国陸軍の派閥。統制派と対立した。
- 皇道仏教 - 日本仏教の戦時教学で用いられた術語[3]。
- 皇道宣布
- 皇道思想
- 皇道哲学
- 皇道経済学 - 政治経済学の一種。
- 皇道歌人 - 三井甲之（原理日本社）など。明治天皇御製拝唱運動を展開。